# Mälgången
Mälgången är en sjö i Ljusdals kommun i Hälsingland och ingår i Ljusnans huvudavrinningsområde. Sjön har en area på 0,125 kvadratkilometer och ligger 437,1 meter över havet.

## Delavrinningsområde
Mälgången ingår i det delavrinningsområde (685779-145891) som SMHI kallar för Utloppet av Össjön. Medelhöjden är 443 meter över havet och ytan är 9,26 kvadratkilometer. Det finns inga avrinningsområden uppströms utan avrinningsområdet är högsta punkten. Handsjöån som avvattnar avrinningsområdet har biflödesordning 4, vilket innebär att vattnet flödar genom totalt 4 vattendrag innan det når havet efter 215 kilometer. Avrinningsområdet består mestadels av skog (50 procent). Avrinningsområdet har 2,38 kvadratkilometer vattenytor vilket ger det en sjöprocent på 25,6 procent.